# Плей-оф Ліги Європи УЄФА 2012—2013
Ця стаття містить інформацію про стадію плей-оф Ліги Європи УЄФА 2012–2013.
У плей-оф взяли участь 32 клуби: 24 клуби, що зайняли перші два місця в групах на груповому етапі, і 8 клубів, що зайняли 3-і місця на груповому етапі Ліги чемпіонів.
Вказаний час: до 30 березня — CET (UTC+1), після цього — CEST (UTC+2).

## Кваліфіковані команди
| Ключі           |
| --------------- |
| Сіяні команди   |
| Несіяні команди |

| Група | Переможці   | Володарі 2 місць  |
| ----- | ----------- | ----------------- |
| A     | Ліверпуль   | Анжі              |
| B     | Вікторія    | Атлетіко          |
| C     | Фенербахче  | Боруссія          |
| D     | Бордо       | Ньюкасл Юнайтед   |
| E     | Стяуа       | Штутгарт          |
| F     | Дніпро      | Наполі            |
| G     | Генк        | Базель            |
| H     | Рубін       | Інтернаціонале    |
| I     | Олімпік Л.  | Спарта            |
| J     | Лаціо       | Тоттенгем Готспур |
| K     | Металіст    | Баєр 04           |
| L     | Ганновер 96 | Леванте           |

| Команди, що посіли третє місце в груповому раунді Ліги чемпіонів | Команди, що посіли третє місце в груповому раунді Ліги чемпіонів | Команди, що посіли третє місце в груповому раунді Ліги чемпіонів | Команди, що посіли третє місце в груповому раунді Ліги чемпіонів | Команди, що посіли третє місце в груповому раунді Ліги чемпіонів | Команди, що посіли третє місце в груповому раунді Ліги чемпіонів | Команди, що посіли третє місце в груповому раунді Ліги чемпіонів | Команди, що посіли третє місце в груповому раунді Ліги чемпіонів | Команди, що посіли третє місце в груповому раунді Ліги чемпіонів | Команди, що посіли третє місце в груповому раунді Ліги чемпіонів |
| Група                                                            | Team                                                             | І                                                                | П                                                                | Н                                                                | П                                                                | ГЗ                                                               | ГП                                                               | РМ                                                               | О                                                                |
| ---------------------------------------------------------------- | ---------------------------------------------------------------- | ---------------------------------------------------------------- | ---------------------------------------------------------------- | ---------------------------------------------------------------- | ---------------------------------------------------------------- | ---------------------------------------------------------------- | ---------------------------------------------------------------- | ---------------------------------------------------------------- | ---------------------------------------------------------------- |
| E                                                                | Челсі                                                            | 6                                                                | 3                                                                | 1                                                                | 2                                                                | 16                                                               | 10                                                               | +6                                                               | 10                                                               |
| H                                                                | ЧФР Клуж                                                         | 6                                                                | 3                                                                | 1                                                                | 2                                                                | 9                                                                | 7                                                                | +2                                                               | 10                                                               |
| B                                                                | Олімпіакос                                                       | 6                                                                | 3                                                                | 0                                                                | 3                                                                | 9                                                                | 9                                                                | 0                                                                | 9                                                                |
| G                                                                | Бенфіка                                                          | 6                                                                | 2                                                                | 2                                                                | 2                                                                | 5                                                                | 5                                                                | 0                                                                | 8                                                                |
| C                                                                | Зеніт                                                            | 6                                                                | 2                                                                | 1                                                                | 3                                                                | 6                                                                | 9                                                                | −3                                                               | 7                                                                |
| F                                                                | БАТЕ                                                             | 6                                                                | 2                                                                | 0                                                                | 4                                                                | 9                                                                | 15                                                               | −6                                                               | 6                                                                |
| A                                                                | Динамо                                                           | 6                                                                | 1                                                                | 2                                                                | 3                                                                | 6                                                                | 10                                                               | −4                                                               | 5                                                                |
| D                                                                | Аякс                                                             | 6                                                                | 1                                                                | 1                                                                | 4                                                                | 8                                                                | 16                                                               | −8                                                               | 4                                                                |

Правила рейтингу: 1. Очки; 2. Різниця м'ячів; 3. Забиті голи; 4. Голи, забиті на виїзді; 5. Перемоги; 6. Перемоги на виїзді; 7. Клубний коефіцієнт.

## 1/16 фіналу
Перші матчі були зіграні 14 лютого, матчі-відповіді — 21 лютого 2013 року.
| Команда 1         | Заг.           | Команда 2   | 1-й матч | 2-й матч |
| ----------------- | -------------- | ----------- | -------- | -------- |
| БАТЕ              | 0:1            | Фенербахче  | 0:0      | 0:1      |
| Інтернаціонале    | 5:0            | ЧФР Клуж    | 2:0      | 3:0      |
| Леванте           | 4:0            | Олімпіакос  | 3:0      | 1:0      |
| Зеніт             | 3:3 (гв)       | Ліверпуль   | 2:0      | 1:3      |
| Динамо            | 1:2            | Бордо       | 1:1      | 0:1      |
| Баєр 04           | 1:3            | Бенфіка     | 0:1      | 1:2      |
| Ньюкасл Юнайтед   | 1:0            | Металіст    | 0:0      | 1:0      |
| Штутгарт          | 3:1            | Генк        | 1:1      | 2:0      |
| Атлетіко          | 1:2            | Рубін       | 0:2      | 1:0      |
| Аякс              | 2:2 (пен. 2:4) | Стяуа       | 2:0      | 0:2      |
| Базель            | 3:1            | Дніпро      | 2:0      | 1:1      |
| Анжі              | 4:2            | Ганновер 96 | 3:1      | 1:1      |
| Спарта            | 1:2            | Челсі       | 0:1      | 1:1      |
| Боруссія          | 3:5            | Лаціо       | 3:3      | 0:2      |
| Тоттенгем Готспур | 3:2            | Ліон        | 2:1      | 1:1      |
| Наполі            | 0:5            | Вікторія    | 0:3      | 0:2      |

### Перші матчі
| 14 лютого 2013 18:00 |

| Зеніт              | 2 – 0           | Ліверпуль |
| ------------------ | --------------- | --------- |
| Халк 69' Семак 72' | Протокол(англ.) |           |

| Петровський, Санкт-Петербург Арбітр: Карлос Веласко Карбальйо (Іспанія) |

| 14 лютого 2013 18:00 |

| Анжі                              | 3 – 1           | Ганновер 96 |
| --------------------------------- | --------------- | ----------- |
| Ето'о 34' Ахмедов 48' Буссуфа 64' | Протокол(англ.) | Густі 22'   |

| Лужники, Москва1 Арбітр: Марійо Страхоня (Хорватія) |

| 14 лютого 2013 19:00 |

| БАТЕ | 0 – 0           | Фенербахче |
| ---- | --------------- | ---------- |
|      | Протокол(англ.) |            |

| Неман, Гродно2 Арбітр: Алан Келлі (Ірландія) |

| 14 лютого 2013 19:00 |

| Леванте                                 | 3 – 0           | Олімпіакос |
| --------------------------------------- | --------------- | ---------- |
| Ріос 10' Баркеро 40' (пен.) Мартінс 56' | Протокол(англ.) |            |

| Естаді Сіутат де Валенсія, Валенсія Арбітр: Мануель Грефе (Німеччина) |

| 14 лютого 2013 19:00 |

| Динамо    | 1 – 1           | Бордо        |
| --------- | --------------- | ------------ |
| Аруна 20' | Протокол(англ.) | Обраньяк 23' |

| Олімпійський, Київ Арбітр: Александру Тудор (Румунія) |

| 14 лютого 2013 19:00 |

| Баєр 04 | 0 – 1           | Бенфіка     |
| ------- | --------------- | ----------- |
|         | Протокол(англ.) | Кардосо 61' |

| БайАрена, Леверкузен Арбітр: Антоніо Матео Лаос (Іспанія) |

| 14 лютого 2013 19:00 |

| Аякс                           | 2 – 0           | Стяуа |
| ------------------------------ | --------------- | ----- |
| Альдервейрелд 28' ван Рейн 49' | Протокол(англ.) |       |

| Амстердам Арена, Амстердам Арбітр: Станіслав Тодоров (Болгарія) |

| 14 лютого 2013 19:00 |

| Спарта | 0 – 1           | Челсі     |
| ------ | --------------- | --------- |
|        | Протокол(англ.) | Оскар 82' |

| Дженералі Арена, Прага Арбітр: Даніеле Орсато (Італія) |

| 14 лютого 2013 19:00 |

| Наполі | 0 – 3           | Вікторія                          |
| ------ | --------------- | --------------------------------- |
|        | Протокол(англ.) | Даріда 28' Райторал 79' Текль 90' |

| Сан-Паоло, Неаполь Арбітр: Пол ван Бекел (Нідерланди) |

| 14 лютого 2013 21:05 |

| Інтернаціонале   | 2 – 0           | ЧФР |
| ---------------- | --------------- | --- |
| Паласіо 20', 87' | Протокол(англ.) |     |

| Сан-Сіро, Мілан Арбітр: Мікаел Кукулакіс (Греція) |

| 14 лютого 2013 21:05 |

| Ньюкасл Юнайтед | 0 – 0           | Металіст |
| --------------- | --------------- | -------- |
|                 | Протокол(англ.) |          |

| Сент-Джеймс Парк, Ньюкасл-апон-Тайн Арбітр: Том Гаральд Гаген (Норвегія) |

| 14 лютого 2013 21:05 |

| Штутгарт    | 1 – 1           | Генк     |
| ----------- | --------------- | -------- |
| Гентнер 42' | Протокол(англ.) | Плет 90' |

| Мерседес-Бенц Арена, Штутгарт Арбітр: Мануел Де Соуза (Португалія) |

| 14 лютого 2013 21:05 |

| Атлетіко | 0 – 2           | Рубін                     |
| -------- | --------------- | ------------------------- |
|          | Протокол(англ.) | Караденіз 6' Орбаїс 90+4' |

| Вісенте Кальдерон, Мадрид Арбітр: Іштван Вад (Угорщина) |

| 14 лютого 2013 21:05 |

| Базель                  | 2 – 0           | Дніпро |
| ----------------------- | --------------- | ------ |
| Штокер 23' Штреллер 67' | Протокол(англ.) |        |

| Санкт-Якоб Парк, Базель Арбітр: Свен Одвар Моен (Норвегія) |

| 14 лютого 2013 21:05 |

| Боруссія                                        | 3 – 3           | Лаціо                         |
| ----------------------------------------------- | --------------- | ----------------------------- |
| Штранцль 17' (пен.) Маркс 84' (пен.) Аранго 88' | Протокол(англ.) | Флоккарі 57' Козак 64', 90+3' |

| Боруссія-Парк, Менхенгладбах Арбітр: Сергій Карасьов (Росія) |

| 14 лютого 2013 21:05 |

| Тоттенгем Готспур | 2 – 1           | Ліон       |
| ----------------- | --------------- | ---------- |
| Бейл 45', 90+2'   | Протокол(англ.) | Умтіті 55' |

| Вайт Гарт Лейн, Лондон Арбітр: Педру Проенса (Португалія) |

Примітки
- Прим. 1: «Анжі» зіграє матч на «Ліжниках» (Москва), оскільки їхній стадіон «Динамо» задля безпеки міста.[2]
- Прим. 2: «БАТЕ» зіграє матч на стадіоні «Неман» (Гродно) замість стадіону «Міський».

### Другі матчі
| 21 лютого 2013 18:00 |

| Рубін | 0 – 1           | Атлетіко    |
| ----- | --------------- | ----------- |
|       | Протокол(англ.) | Фалькао 84' |

| Лужники, Москва3 Глядачів: 3 000 Арбітр: Овідіу Гацеган (Румунія) |

Рубін переміг 2 – 1 за сумою двох матчів.
| 21 лютого 2013 19:00 |

| ЧФР | 0 – 3           | Інтернаціонале                |
| --- | --------------- | ----------------------------- |
|     | Протокол(англ.) | Гуарін 22', 45+2' Бенассі 89' |

| Стадіон імені Константіна Радулеску, Клуж-Напока Глядачів: 6 000 Арбітр: Павел Гіл (Польща) |

Інтеранціонале переміг 5 – 0 за сумою двох матчів.
| 21 лютого 2013 19:00 |

| Металіст | 0 – 1           | Ньюкасл Юнайтед   |
| -------- | --------------- | ----------------- |
|          | Протокол(англ.) | Амеобі 64' (пен.) |

| Металіст, Харків Глядачів: 39 973 Арбітр: Серж Гуменні (Бельгія) |

Ньюкасл Юнайтед переміг 1 – 0 за сумою двох матчів.
| 21 лютого 2013 19:00 |

| Генк | 0 – 2           | Штутгарт             |
| ---- | --------------- | -------------------- |
|      | Протокол(англ.) | Юока 45' Гентнер 59' |

| Крістал Арена, Генк Глядачів: 16 796 Арбітр: Алон Єфет (Ізраїль) |

Штутгарт переміг 3 – 1 за сумою двох матчів.
| 21 лютого 2013 19:00 |

| Дніпро               | 1 – 1           | Базель         |
| -------------------- | --------------- | -------------- |
| Селезньов 76' (пен.) | Протокол(англ.) | Шер 81' (пен.) |

| Дніпро Арена, Дніпропетровськ Глядачів: 26 000 Арбітр: Деніц Айтекін (Німеччина) |

Базель переміг 3 – 1 за сумою двох матчів.
| 21 лютого 2013 19:00 |

| Лаціо                     | 2 – 0           | Боруссія |
| ------------------------- | --------------- | -------- |
| Кандрева 10' Гонсалес 33' | Протокол(англ.) |          |

| Стадіо Олімпіко, Рим Глядачів: 20 000 Арбітр: Хюсейн Геджек (Туреччина) |

Лаціо перемогло 5 – 3 за сумою двох матчів.
| 21 лютого 2013 19:00 |

| Ліон        | 1 – 1           | Тоттенгем Готспур |
| ----------- | --------------- | ----------------- |
| Гоналон 17' | Протокол(англ.) | Дембеле 90'       |

| Жерлан, Ліон Глядачів: 38 761 Арбітр: Вольфганг Штарк (Німеччина) |

Tottenham Hotspur won 3 – 2 on aggregate.
| 21 лютого 2013 21:05 |

| Фенербахче          | 1 – 0           | БАТЕ |
| ------------------- | --------------- | ---- |
| Бароні 45+1' (пен.) | Протокол(англ.) |      |

| Шюкрю Сараджоглу, Стамбул Глядачів: 04 Арбітр: Антоні Гот'є (Франція) |

Фенербахче перемогла 1 – 0 за сумою двох матчів.
| 21 лютого 2013 21:05 |

| Олімпіакос | 0 – 1           | Леванте    |
| ---------- | --------------- | ---------- |
|            | Протокол(англ.) | Мартінс 9' |

| Караїскакіс, Пірей Глядачів: 30 000 Арбітр: Матей Юг (Словенія) |

Леванте перемогло 4 – 0 за сумою двох матчів.
| 21 лютого 2013 21:05 |

| Ліверпуль                 | 3 – 1           | Зеніт    |
| ------------------------- | --------------- | -------- |
| Суарес 28', 59' Аллен 43' | Протокол(англ.) | Халк 19' |

| Енфілд, Ліверпуль Глядачів: 43 026 Арбітр: Бйорн Кейперс (Нідерланди) |

3 – 3 за сумою двох матчів. Зеніт переміг за рахунок голів на чужому полі.
| 21 лютого 2013 21:05 |

| Бордо       | 1 – 0           | Динамо |
| ----------- | --------------- | ------ |
| Діабате 41' | Протокол(англ.) |        |

| Шабан-Дельма, Бордо Глядачів: 11 889 Арбітр: Іван Бебек (Хорватія) |

Бордо перемогло 2 – 1 за сумою двох матчів.
| 21 лютого 2013 21:05 |

| Бенфіка            | 2 – 1           | Баєр 04     |
| ------------------ | --------------- | ----------- |
| Джон 60' Матич 77' | Протокол(англ.) | Шюрреле 75' |

| Ештадіу да Луж, Лісабон Глядачів: 30 000 Арбітр: Павел Краловец (Чехія) |

Бенфіка перемогла 3 – 1 за сумою двох матчів.
| 21 лютого 2013 21:05 |

| Стяуа                       | 2 – 0           | Аякс |
| --------------------------- | --------------- | ---- |
| Латовлевічі 38' Кірікеш 76' | Протокол(англ.) |      |

| Національ, Бухарест5 Глядачів: 38,000 Арбітр: Паоло Тальявенто (Італія) |

|                                         |       | Пенальті                             |  |
| Русеску · Ніколіч · Філіп · Латовлевічі | 4 – 2 | Еріксен · Шене · де Йонг · Мойсандер |  |

2 – 2 за сумою двох матчів. Стяуа перемогла 4 – 2 в серії пенальті.
| 21 лютого 2013 21:05 |

| Гановер 96 | 1 – 1           | Анжі         |
| ---------- | --------------- | ------------ |
| Пінто 70'  | Протокол(англ.) | Траоре 90+9' |

| АВД-Арена, Гановер Глядачів: 27 500 Арбітр: Йонас Ерікссон (Швеція) |

Анжі перемогло 4 – 2 за сумою двох матчів.
| 21 лютого 2013 21:05 |

| Челсі      | 1 – 1           | Спарта     |
| ---------- | --------------- | ---------- |
| Азар 90+2' | Протокол(англ.) | Лафата 17' |

| Стемфорд Брідж, Лондон Глядачів: 38 642 Арбітр: Александар Ставрев (Македонія) |

Челсі перемогло 2 – 1 за сумою двох матчів.
| 21 лютого 2013 21:05 |

| Вікторія              | 2 – 0           | Наполі |
| --------------------- | --------------- | ------ |
| Коварик 51' Текль 74' | Протокол(англ.) |        |

| Стадіон места Пльзнє, Пльзень Глядачів: 11 067 Арбітр: Віктор Кашшаї (Угорщина) |

Вікторія перемогла 5 – 0 за сумою двох матчів.
Примітки
- Прим. 3: «Рубін» грав на стадіоні «Лужники» (Москва) замість рідного стадіону «Центральний» в Казані.
- Прим. 4: Матч між «Фенербахче» та БАТЕ пройшов при пустих трибунах через інцидент в матчі «Фенербахче» «Боруссія» (Менхенгладбах) на стадії групового раунду 6 грудня 2012.[18]
- Прим. 5: «Стяуа» грала матчі на стадіоні «Національ» (Бухарест) замість рідного «Стадіонул Стяуа».

## 1/8 фіналу
Перші матчі були зіграні 7 березня, матчі-відповіді — 14 березня 2013 року.
| Команда 1         | Заг.         | Команда 2       | 1-й матч | 2-й матч |
| ----------------- | ------------ | --------------- | -------- | -------- |
| Вікторія          | 1:2          | Фенербахче      | 0:1      | 1:1      |
| Бенфіка           | 4:2          | Бордо           | 1:0      | 3:2      |
| Анжі              | 0:1          | Ньюкасл Юнайтед | 0:0      | 0:1      |
| Штутгарт          | 1:5          | Лаціо           | 0:2      | 1:3      |
| Тоттенгем Готспур | 4:4 (ч;д.ч.) | Інтернаціонале  | 3:0      | 1:4      |
| Леванте           | 0:2 (д.ч.)   | Рубін           | 0:0      | 0:2      |
| Базель            | 2:1          | Зеніт           | 2:0      | 0:1      |
| Стяуа             | 2:3          | Челсі           | 1:0      | 1:3      |

### Перші матчі
| 7 березня 2013 18:00 |

| Анжі | 0 – 0           | Ньюкасл Юнайтед |
| ---- | --------------- | --------------- |
|      | Протокол(англ.) |                 |

| Лужники, Москва5 Глядачів: 5 000 Арбітр: Істван Вад (Угорщина) |

| 7 березня 2013 19:00 |

| Вікторія | 0 – 1           | Фенербахче |
| -------- | --------------- | ---------- |
|          | Протокол(англ.) | Вебо 81'   |

| Стадіон места Пльзне, Пльзень Глядачів: 11 701 Арбітр: Джанлука Роккі (Італія) |

| 7 березня 2013 19:00 |

| Штутгарт | 0 – 2           | Лаціо                 |
| -------- | --------------- | --------------------- |
|          | Протокол(англ.) | Едерсон 21' Оназі 56' |

| Мерседес-Бенц Арена, Штутгарт Глядачів: 28 750 Арбітр: Александру Тудор (Румунія) |

| 7 березня 2013 19:00 |

| Стяуа              | 1 – 0           | Челсі |
| ------------------ | --------------- | ----- |
| Русеску 34' (пен.) | Протокол(англ.) |       |

| Національний, Бухарест Глядачів: 53 000 Арбітр: Сергій Карасьов (Росія) |

| 7 березня 2013 21:05 |

| Бенфіка           | 1 – 0           | Бордо |
| ----------------- | --------------- | ----- |
| Каррассо 21' (аг) | Протокол(англ.) |       |

| Ештадіу да Луж, Лісабон Глядачів: 47 000 Арбітр: Алон Єфет (Ізраїль) |

| 7 березня 2013 21:05 |

| Тоттенгем Готспур                    | 3 – 0           | Інтернаціонале |
| ------------------------------------ | --------------- | -------------- |
| Бейл 6' Сігурдссон 18' Вертонген 53' | Протокол(англ.) |                |

| Вайт Гарт Лейн, Лондон Глядачів: 34 353 Арбітр: Антоні Матеу Лаос (Іспанія) |

| 7 березня 2013 21:05 |

| Леванте | 0 – 0           | Рубін |
| ------- | --------------- | ----- |
|         | Протокол(англ.) |       |

| Сіутат де Валенсія, Валенсія Глядачів: 18 000 Арбітр: Антоні Готьє (Франція) |

| 7 березня 2013 21:05 |

| Базель                        | 2 – 0           | Зеніт |
| ----------------------------- | --------------- | ----- |
| Діас 83' А. Фрай 90+4' (пен.) | Протокол(англ.) |       |

| Санкт-Якоб Парк, Базель Глядачів: 15 008 Арбітр: Даніеле Орсато (Італія) |

Примітки
- Прим. 5: «Анжі» зіграло свій матч на «Лужниках» (Москва) замість свого домашнього стадіону «Динамо» (Махачкала).[2]

### Другі матчі
| 14 березня 2013 18:00 |

| Рубін                  | 2 – 0 (дч)      | Леванте |
| ---------------------- | --------------- | ------- |
| Рондон 100' Дядюн 112' | Протокол(англ.) |         |

| Лужники, Москва6 Арбітр: Александар Ставрев (Македонія) |

Рубін переміг 2 – 0 за сумою двох матчів.
| 14 березня 2013 18:00 |

| Зеніт       | 1 – 0           | Базель |
| ----------- | --------------- | ------ |
| Вітсель 30' | Протокол(англ.) |        |

| Петровський, Санкт-Петербург Арбітр: Павел Гіл (Польща) |

Базель переміг 2 – 1 за сумою двох матчів.
| 14 березня 2013 19:00 |

| Інтернаціонале                                        | 4 – 1 (дч)      | Тоттенгем Готспур |
| ----------------------------------------------------- | --------------- | ----------------- |
| Кассано 20' Паласіо 52' Галлас 75' (аг) Альварес 110' | Протокол(англ.) | Адебайор 96'      |

| Сан-Сіро, Мілан Арбітр: Іван Бебек (Хорватія) |

4 – 4 за сумою двох матчів. Тоттенгем переміг за рахунок голів на виїзді.
| 14 березня 2013 21:05 |

| Фенербахче | 1 – 1           | Вікторія   |
| ---------- | --------------- | ---------- |
| Уджан 44'  | Протокол(англ.) | Даріда 61' |

| Шюкрю Сараджоглу, Стамбул Глядачів: 07 Арбітр: Мануель Грефе (Німеччина) |

Фенербахче переміг 2 – 1 за сумою двох матчів.
| 14 березня 2013 21:05 |

| Бордо                       | 2 – 3           | Бенфіка                       |
| --------------------------- | --------------- | ----------------------------- |
| Діабате 74' Жардел 90' (аг) | Протокол(англ.) | Жардел 30' Кардосо 75', 90+1' |

| Шабан-Дельма, Бордо Арбітр: Овідіу Гацеган (Румунія) |

Бенфіка перемогла 4 – 2 за сумою двох матчів.
| 14 березня 2013 21:05 |

| Ньюкасл Юнайтед | 1 – 0           | Анжі |
| --------------- | --------------- | ---- |
| Сіссе 90+3'     | Протокол(англ.) |      |

| Сент-Джеймс Парк, Newcastle upon Tyne Арбітр: Деніц Айтекін (Німеччина) |

Ньюкасл переміг 1 – 0 за сумою двох матчів.
| 14 березня 2013 21:05 |

| Лаціо             | 3 – 1           | Штутгарт   |
| ----------------- | --------------- | ---------- |
| Козак 6', 8', 87' | Протокол(англ.) | Гайнал 62' |

| Стадіо Олімпіко, Рим Арбітр: Том Гаральд Гаген (Норвегія) |

Лаціо перемогло 5 – 1 за сумою двох матчів.
| 14 березня 2013 21:05 |

| Челсі                         | 3 – 1           | Стяуа         |
| ----------------------------- | --------------- | ------------- |
| Мата 34' Террі 58' Торрес 71' | Протокол(англ.) | Кірікеш 45+1' |

| Стемфорд Брідж, Лондон Арбітр: Стефан Лануа (Франція) |

Челсі перемогло 3 – 2 за сумою двох матчів.
Примітки
- Прим. 6: «Рубін» зіграв свій матч на «Лужниках» (Москва) замість свого стадіону «Центральний» (Казань).
- Прим 7: Матч між «Фенербахче» та «Вікторією» був зіграний з пустими трибунами у зв'язку з порушеннями порядку на попередньому домашньому матчі турецької команди проти БАТЕ.[27]

## 1/4 фіналу
Жеребкування відбулося 15 березня. Перші матчі були зіграні 4 квітня, матчі-відповіді — 11 квітня 2013.
| Команда 1         | Заг.           | Команда 2       | 1-й матч | 2-й матч |
| ----------------- | -------------- | --------------- | -------- | -------- |
| Челсі             | 5:4            | Рубін           | 3:1      | 2:3      |
| Тоттенгем Готспур | 4:4 (пен. 1:4) | Базель          | 2:2      | 2:2      |
| Фенербахче        | 3:1            | Лаціо           | 2:0      | 1:1      |
| Бенфіка           | 4:2            | Ньюкасл Юнайтед | 3:1      | 1:1      |

### Перші матчі
| 4 квітня 2013 21:05 |

| Челсі                     | 3 – 1           | Рубін            |
| ------------------------- | --------------- | ---------------- |
| Торрес 16', 70' Мозес 32' | Протокол(англ.) | Натхо 41' (пен.) |

| Стемфорд Брідж, Лондон Арбітр: Джанлука Роккі (Італія) |

| 4 квітня 2013 21:05 |

| Тоттенгем Готспур           | 2 – 2           | Базель                 |
| --------------------------- | --------------- | ---------------------- |
| Адебайор 40' Сігурдссон 58' | Протокол(англ.) | Штокер 30' Ф. Фрай 34' |

| Вайт Гарт Лейн, Лондон Арбітр: Милорад Мажич (Сербія) |

| 4 квітня 2013 21:05 |

| Фенербахче                 | 2 – 0           | Лаціо |
| -------------------------- | --------------- | ----- |
| Вебо 78' (пен.) Кейт 90+1' | Протокол(англ.) |       |

| Шюкрю Сараджоглу, Стамбул Арбітр: Віллі Каллам (Шотландія) |

| 4 квітня 2013 21:05 |

| Бенфіка                                 | 3 – 1           | Ньюкасл Юнайтед |
| --------------------------------------- | --------------- | --------------- |
| Родрігу 25' Ліма 65' Кардосо 71' (пен.) | Протокол(англ.) | Сіссе 12'       |

| Ештадіу да Луж, Лісабон Арбітр: Антоні Готьє (Франція) |

### Другі матчі
| 11 квітня 2013 18:00 |

| Рубін                                     | 3 – 2           | Челсі               |
| ----------------------------------------- | --------------- | ------------------- |
| Маркано 51' Гекденіз 62' Натхо 75' (пен.) | Протокол(англ.) | Торрес 5' Мозес 55' |

| Лужники, Москва9 Глядачів: 25 000 Арбітр: Фират Айдинус (Туреччина) |

Челсі перемогло 5–4 за сумою двох матчів.
| 11 квітня 2013 21:05 |

| Базель                 | 2 – 2           | Тоттенгем Готспур |
| ---------------------- | --------------- | ----------------- |
| Салах 27' Драгович 49' | Протокол(англ.) | Демпсі 23', 83'   |

| Сент Якоб-Парк, Базель Глядачів: 40 000 Арбітр: Олегаріу Бенкеренса (Португалія) |

|                                 |       | Пенальті                          |  |
| Шер · Штреллер · Ф. Фрай · Діас | 4 – 1 | Гаддлстон · Сігурдссон · Адебайор |  |

4–4 за сумою двох матчів. Базель переміг 4–1 у серії післяматчевих пенальті.
| 11 квітня 2013 21:05 |

| Лаціо     | 1 – 1           | Фенербахче |
| --------- | --------------- | ---------- |
| Лулич 60' | Протокол(англ.) | Джанер 73' |

| Стадіо Олімпіко, Рим Глядачів: 010 Арбітр: Павел Краловец (Чехія) |

Фенербахче перемогло 3–1 за сумою двох матчів.
| 11 квітня 2013 21:05 |

| Ньюкасл Юнайтед | 1 – 1           | Бенфіка       |
| --------------- | --------------- | ------------- |
| Сіссе 71'       | Протокол(англ.) | Сальвіо 90+2' |

| Сент Джеймс Парк, Ньюкасл-апон-Тайн Глядачів: 52 157 Арбітр: Іван Бебек (Хорватія) |

Бенфіка перемогла 4–2 за сумою двох матчів.

## Півфінали
Жеребкування відбулось 12 квітня. Перші матчі були зіграні 25 квітня, матчі-відповіді — 2 травня 2013.
| Команда 1  | Заг. | Команда 2 | 1-й матч | 2-й матч |
| ---------- | ---- | --------- | -------- | -------- |
| Фенербахче | 2:3  | Бенфіка   | 1:0      | 1:3      |
| Базель     | 2:5  | Челсі     | 1:2      | 1:3      |

### Перші матчі
| 25 квітня 2013 21:05 |

| Фенербахче  | 1 – 0           | Бенфіка |
| ----------- | --------------- | ------- |
| Коркмаз 72' | Протокол(англ.) |         |

| Шюкрю Сараджоглу, Стамбул Арбітр: Милорад Мажич (Сербія) |

| 25 квітня 2013 21:05 |

| Базель         | 1 – 2           | Челсі                |
| -------------- | --------------- | -------------------- |
| Шер 87' (пен.) | Протокол(англ.) | Мозес 12' Луїз 90+3' |

| Санкт-Якоб Парк, Базель Арбітр: Павел Краловец (Чехія) |

### Другі матчі
| 2 травня 2013 21:05 |

| Бенфіка                    | 3 – 1           | Фенербахче      |
| -------------------------- | --------------- | --------------- |
| Гайтан 9' Кардосо 35', 66' | Протокол(англ.) | Кейт 23' (пен.) |

| Ештадіу да Луж, Лісабон Глядачів: 55 402 Арбітр: Стефан Ланнуа (Франція) |

Бенфіка перемогла 3–2 за сумою двох матчів.
| 2 травня 2013 21:05 |

| Челсі                               | 3 – 1           | Базель     |
| ----------------------------------- | --------------- | ---------- |
| Торрес 50' Мозес 52' Давід Луїз 59' | Протокол(англ.) | Сала 45+1' |

| Стемфорд Брідж, Лондон Глядачів: 39 409 Арбітр: Йонас Ерікссон (Швеція) |

Челсі перемогло 5–2 за сумою двох матчів.

## Фінал
Фінал відбувся 15 травня на стадіоні «Амстердам-Арена» в Амстердамі.
| 15 травня 2013 21:45 |

| Бенфіка            | 1 – 2           | Челсі                     |
| ------------------ | --------------- | ------------------------- |
| Кардосо 68' (пен.) | Протокол(англ.) | 60' Торрес 90+3' Іванович |

| Амстердам Арена, Амстердам Глядачів: 46,163 Арбітр: Бйорн Кейперс (Нідерланди) |